# 深瀬菜月
深瀬 菜月（ふかせ なつき、1994年4月10日 - ）は、日本の元新体操選手。元秋田新体操クラブ所属。
秋田県秋田市出身。6歳で新体操を始める。秋田市立旭川小学校、秋田市立秋田東中学校、光明学園相模原高等学校を経て、東京女子体育大学卒業。2009年12月、フェアリージャパンオーディションに合格し、新体操日本ナショナル選抜団体チーム入り。2013年に脚の手術を行い、2015年に復帰した。2023年に引退を表明した。

## 主な試合結果
- 2009年 第40回全国中学校新体操選手権大会個人総合8位
- 2009年 第27回全日本ジュニア新体操選手権大会個人総合3位[1]
- 2009年 第62回全日本新体操選手権大会個人総合18位[1]

新体操日本ナショナル選抜団体チームとして
- 2010年 エストニア新体操国際 (Miss Valentine) 団体総合3位
- 2010年 世界新体操選手権モスクワ大会 団体総合6位[1] 種目別決勝フープ6位[1]
- 2011年 W杯イタリア新体操国際 団体総合8位 種目別決勝 リボンフープ8位
- 2012年 ティエグランプリ新体操国際 団体総合6位 種目別決勝ボール6位
- 2012年 W杯イタリア新体操国際 団体総合10位 種目別決勝ボール5位
- 2012年 ロンドンオリンピック 新体操団体7位[1]
- 2012年 W杯ロシア新体操国際 団体総合2位[1] 種目別決勝ボール2位[1]